# 鸳鸯 (红楼梦)

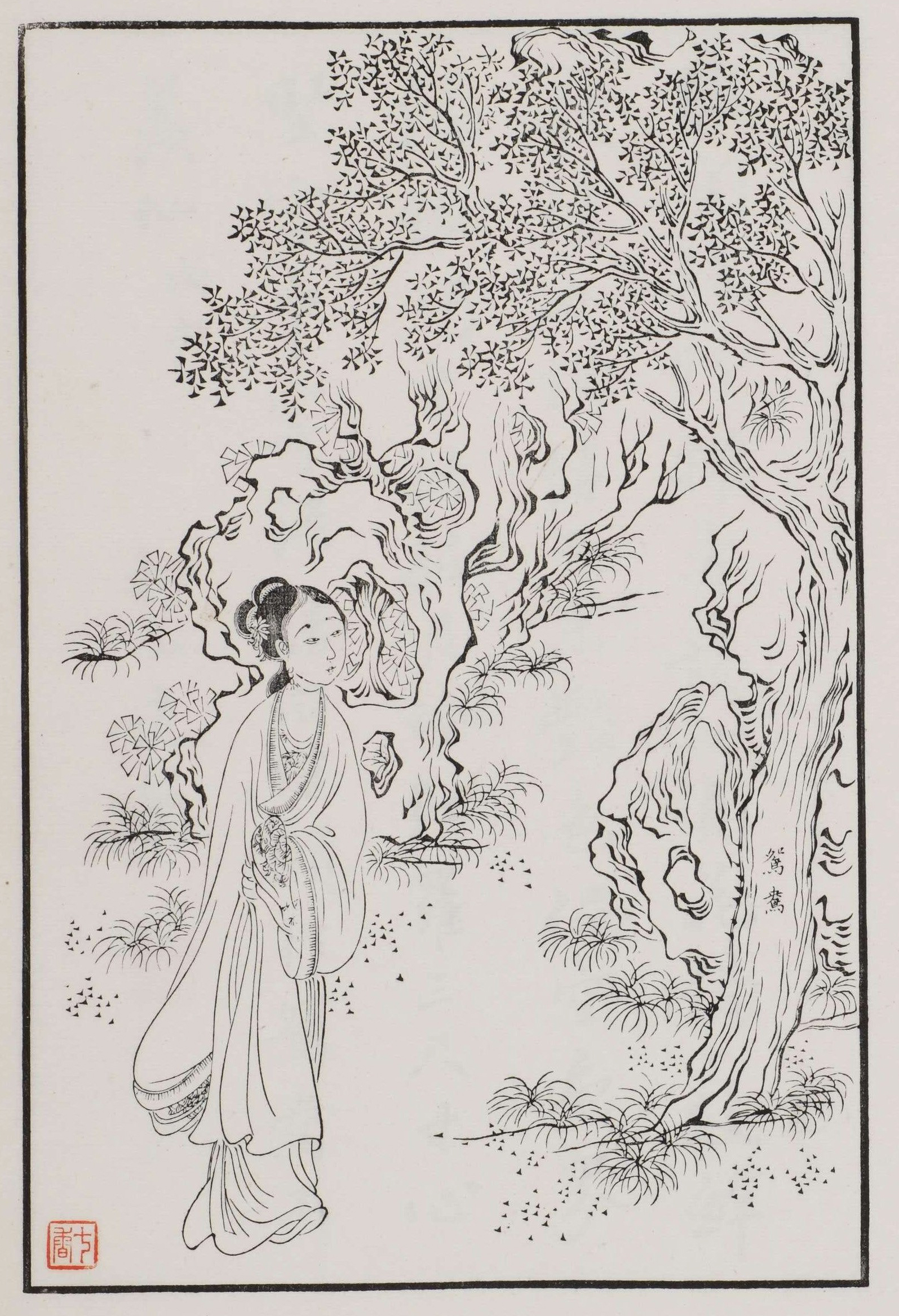
鸳鸯,【清】改琦绘

鸳鸯是中国古典小说《红楼梦》里的一个人物，姓金，是賈家的家生奴婢，侍奉贾母的大丫鬟之一，是贾母平日倚重的左右手。
鸳鸯长得蜂腰削肩，鸭蛋脸，乌油头发，高高的鼻子，两边腮上微微的几点雀斑。父母在南京为贾家看房子，哥哥金文翔是贾母房里的买办，嫂子是贾母房里管浆洗的头儿。
小说中，贾赦欲納鸳鸯为側室，被鸳鸯斷然拒絕。贾赦看上她，非要纳她为妾，让邢夫人以及鸳鸯的兄、嫂来劝她、威逼她，但她坚决不从，发誓说∶ “我这一辈子，别说是‘宝玉’，就是‘宝金’、‘宝天王’、‘宝皇帝’，横竖不嫁人就完了，就是老太太逼著我，一刀子抹死了，也不能从命！”
贾赦逼得紧了，她就在贾母面前表示了死的决心：「就是老太太逼着我，一刀子抹死了，也不能从命。」（第四十六回）後贾母出面，助鸳鸯擺脫贾赦纏繞。贾赦憤怒道：「自古嫦娥爱少年，他必定嫌我老了，大约是恋着少爷们，多半是看上宝玉，只怕也有贾琏。果有此心，叫她早早歇了心，我要她不来，此后谁还敢收？此是一件。第二件，想着老太太疼她，将来自然往外聘作正头夫妻去。叫她细想，凭她嫁到谁家去，也难出我的手心。除非她死了，或是终身不嫁男人，我就服了她。」
在高鹗续写的后四十回中，鸳鸯在贾母死后因絕望而上吊自殺，死前魂魄遇到原也該上吊自殺而後卻病死的金陵十二釵的亡魂秦可卿。

## 判词
鸳鸯是小说中重要女性人物，但是跟平儿一样，也没有判词。